# Kerem Ersü
Kerem Ersü (* 25. April 1967) ist ein türkischer Bogenschütze.
Ersü trat bei zwei Olympischen Spielen an. 1988 in Seoul wurde er im Einzel 34. und mit der Mannschaft 14. Vier Jahre später 1992 in Barcelona schnitt er als Einzel-46. und dem Verpassen der Mannschafts-K.-O.-Runde als 20. noch schlechter ab.
Auch an der Indoor-Weltmeisterschaft 1991 nahm er teil.